# إينييغو إيغواراس
إينييغو إيغواراس ألفاريز (7 مارس 1992) هو لاعب كرة قدم إسباني، يلعب كلاعب خط وسط في نادي ألميريا.

## روابط خارجية
- إينييغو إيغواراس على موقع قاعدة بيانات كرة القدم.إي يو (الإنجليزية)
- إينييغو إيغواراس على موقع Soccerway.com (الإنجليزية)
- إينييغو إيغواراس على موقع AS.com (الإسبانية)